# ボードゥアン国王競技場
ボードゥアン国王競技場（ボードゥアンこくおうきょうぎじょう、仏: Stade Roi Baudouin、蘭: Koning Boudewijnstadion）は、ベルギー、ブリュッセル首都圏地域にある多目的競技場。

## 概要
1930年設立。旧名称はエゼル競技場（仏：Stade du Heysel、蘭：Heizel Stadion）。日本では英語名由来でヘイゼル・スタジアムと呼んだ。
1958、1966、1974、1985年のUEFAチャンピオンズカップ決勝、および1964、1976、1980年のUEFAカップウィナーズカップ決勝の開催地となった。1958年に66,000人以上を収容したのが、記録された最大の観客数である。1977年より年に1度開催される陸上競技会・メモリアルヴァンダムの会場として使用されている。メモリアル・ヴァンダムは交通事故に遭い夭逝したイヴォ・ヴァンダムを悼んで創設された競技会であり、後年IAAFゴールデンリーグやダイヤモンドリーグの1大会として実施されている。1985年5月29日のいわゆる「ヘイゼルの悲劇」の後は、陸上競技にのみ使用された。

## 改修
ヘイゼルの悲劇から10年後、エゼル競技場は150億ベルギー・フラン（当時のレートで5,000万ドル）を投じて再建・改称された。新競技場を1993年に逝去した国王ボードゥアン1世を記念してボードゥアン国王競技場（仏：Stade Roi-Baudouin、蘭：Koning Boudewijnstadion）と改名し、フットボール用グラウンドと陸上競技用トラック、フィールド競技用施設を兼ね備えている。1995年8月に代表チームのための競技場として開場され、現在ベルギー国内で最大の（座席数50,000）競技場となっている。ユーロ2000では開会式場となった。

## 重要な試合

### UEFA欧州選手権1972
- 7月18日：決勝 -  西ドイツ 3-0 ソビエト連邦

### UEFA欧州選手権2000
- 6月10日：グループB -  ベルギー 2-1 スウェーデン
- 6月14日：グループB -  イタリア 2-0 ベルギー
- 6月19日：グループB -  トルコ 2-0 ベルギー
- 6月24日：準々決勝 -  イタリア  2-0 ルーマニア
- 6月28日：準決勝 -  フランス  2-1Ex ポルトガル